# Удовенко Лев Володимирович
Удовенко Лев Володимирович — український режисер-документаліст, сценарист. Заслужений діяч мистецтв УРСР (1969). Лауреат Республіканської премії ім. Я. Галана (1975). Нагороджений медалями.

## З життєпису
Народ. 19 серпня 1932 р. Закінчив акторський (1954) і режисерський (1959) факультети Київського державного інституту театрального мистецтва ім. І. Карпенка-Карого.
З 1959 р. — режисер студії «Київнаукфільм».
Створив стрічки: «Реконструкція шахт Донбасу», «Механічне доїння корів» (1961), «Ми не маленькі» (1962), «Для вас, гірники» (1962, Диплом МКФ, Прага), «На старті — електроніка» (1963), «Техніка безпеки у вантажному господарстві» (1964), «Фурси — місяць» (1965), «Виробництво кукурудзи», «Наша Україна» (1966), «Роздуми про сучасника» (1969), «Хата нашого роду» (4970), «Вбивця відомий» (1972, Республіканська премія ім. Я.Галана, 1975), «Іду дорогою століття», «Битва за голубі кілометри» (1974), «Стратегія хлібного поля» (1975), «Уроки на завтра», «Стоїмо на сторожі» (1976), «Курсом відкриттів і прогресу» (1979), «Ріки впадають у майбутнє», «Рушії прогресу» (1980), «Ім'я на фюзеляжі» (1982), «Вогонь слова» (1984), «Не сотвори жменю попелу» (1987), «Не губи древо життя» (1988), «А правда зробить вас вільними» (1989), «Відроджувати» (1990), «Древо роду», «Місто на семи горбах» (1991), «Святий Київ наш великий», «Мій сивий старче» (1992), стрічки «Як народжувалась наша Держава. Фільм 15», «Чому погас вогонь Перуна… Фільм 16» та «Як розквітла Київська держава. Фільм 17» в документальному циклі «Невідома Україна. Нариси нашої історії» (1993, співавтор сценар.), «Незнищенне товариство» (1994), «Благославляю і молюся» (1996, авт. сц.), «Всесвітні ведмеді» (1997), «Дід Мороз і зниклі олені» (1997) тощо.
Член Національної спілки кінематографістів України.